# Баба Тахир
Баба Тахир (персијски: باباطاهر или Баба Тахер Орјан Хамадани) је био персијски песник из 11. века. Његова поезија је писана у хамеданском дијалекту персијског језика. Према Елвер-Сатону, Баба Тахир је вероватно писао на локалном дијалекту, којег "већина традиционалних извора зову лори, док име које се најчешће примењује од раних датума за стихове ове врсте, фахлавијат, вероватно значи да су створени, као што се мислило, на језику који има везе са средњоиранским пахлави дијалектом. Роубен Абрахамиан је ипак пронашао сличност са дијалектом који данас користе хамадански Јевреји." Према Кембриџовој историји Ирана, Баба Тахир је говорио тим одређеним персијским дијалектом.

## Биографија
Баба Тахир је познат као један од најцењенијих и најугледнијих раних песника персијске књижевности. Највећи део његовог живота је обавијен мистеријом. Он је рођен и живео је у Хамадану, главном граду покрајине Хамедан у Ирану. Био је познат под именом Баба Тахер-е Орјан (Голи, Онај који је наг), што указује на то да је он можда био лутајући дервиш. Легенда каже да је он неписмен дрвосеча, који је присуствовао предавањима у верској школи, где није био прихваћен од стране својих колега. Датуми његовог рођења и смрти нису познати. Један извор каже да је он умро у 1019. Ако је то тачно, то би Баба Тахира чинило савремеником Фирдусија и Авицене и непосредним претходником Омара Хајама. Други извор наводи да је живео између 1000. и 1055, што је највероватније. Поуздана истраживања спекулишу да је Баба Тахир живео седамдесет и пет година. Рахат ал-содур од Равандија (завршене 1206), описује сусрет Баба Тахира и селџучког освајача Тогрела (pp. 98–99). Према L. П. Елвелл-Суттон: "Он се може описати као први велики песник суфи (мистичне) љубави у персијској књижевности. У последње две деценије његови катрени често су коришћни у музици".

## Поезија
Песме Баба Тахира се рецитују и дан данас широм Ирана уз пратњу сетара (на персијском: سه‌تار), трожичне виоле или лауте. Кажу да су овакве врсте песама пахлавијат жанра и да су веома старе. Песме Баба Тахира су првобитно читане на пахлавију (средњоперсијском), као и на лури и хамадани дијалектима, добијајући свој садашњи облик током времена. Катрени Баба Тахира имају више љубавну и мистичну конотацију него филозофску. Песме Баба Тахира су дублети стила (облик персијских катрена) који неки научници сматрају да су стварани у маниру средњоперсијских стихова. У овим дуплим дистихонима су широко присутни емотивни елементи његовог језика, а углавном се може осетити и учесталост почела пучке културе, као и дијалеката које је он увелико користио.. Није био склон развијању замршених књижевних фигура и поред чега су реторска пуноћа у његовим реченицама, те утисци које оне остављају, на један посебан начин изизетни.
Класична персијска музика се заснива на персијској књижевности и Баба Тахирове песме имају великог удела у овој врсти музике.

## Књижевност
Приписује му се рад под именом Калемат-е кесар, збирка од скоро 400 афоризама на арапском, који је био предмет коментара, један наводно од стране Ејн ел Козата Хамаданија. Примерне изреке су оне у којим Баба Тахир повезује знање са гносисом: "Знање је водич ка гносису, и када се стигне до гносиса, визија знања пропада и остаје само кретање знања ка гносису"; "Знање је круна гностика, а гносис је круна знања"; "Ко год посведочи оно што је Бог наложио, остаје непомичан и немоћан."

## Гробница
Његова гробница, коју је дизајнирао Мохсен Фороугхи, налази се у близини северног улаза у град Хамадан у западном Ирану, у парку, окружена цвећем и кривудавим стазама. Конструкција се састоји од дванаест спољних стубова који окружују централну кулу. Обновљена је 1970. године.